# Баэса
Баэса (исп. Baeza) — город и муниципалитет в Испании, входит в провинцию Хаэн, в составе автономного сообщества Андалусия. Муниципалитет находится в составе района (комарки) Ла-Лома. Занимает площадь 194,3 км². Население — 16 360 человек (на 2010 год). Расстояние — 9 км до административного центра провинции. Весь город, благодаря своей потрясающей архитектуре, в которой преобладает ренессанс, отнесен к Наследиям Человечества по версии ЮНЕСКО.

## История
История города восходит к периоду Римской империи, когда город носил название Беатиа. При готах город был резиденцией епископа. При мавританском господстве Баэса, процветал в качестве столицы отдельного королевства Сейридов, население его превышало 150 000 человек. Именно в этот период были возведены многие оборонительные сооружения в городе, от которых сейчас остались фрагменты стен и ворота. Но в 1244 году город был захвачен кастильцами и разрушен до основания. Впоследствии Баэса был отстроен по новому плану.
Именно при христианах происходит настоящий расцвет города и его архитектуры, постройка наиболее известных и впечатляющих сооружений в Баэсе относится к XVI веку. Связано это было с текстильной промышленностью, успешные предприниматели щедро инвестировали городское строительство приглашая в Баэсу лучших испанских архитекторов. Наиболее значимое влияние среди которых на архитектуру города оказал Андрес Вандельвира. В городе много красивых дворцов, площадей и церквей, выполненных в стиле Ренессанс, большинство из которых прекрасно сохранились и до наших дней.
В XVII веке город переживает тяжелый экономический кризис и приходит в упадок, так же, как и многие другие города юга Испании.

## Фотографии

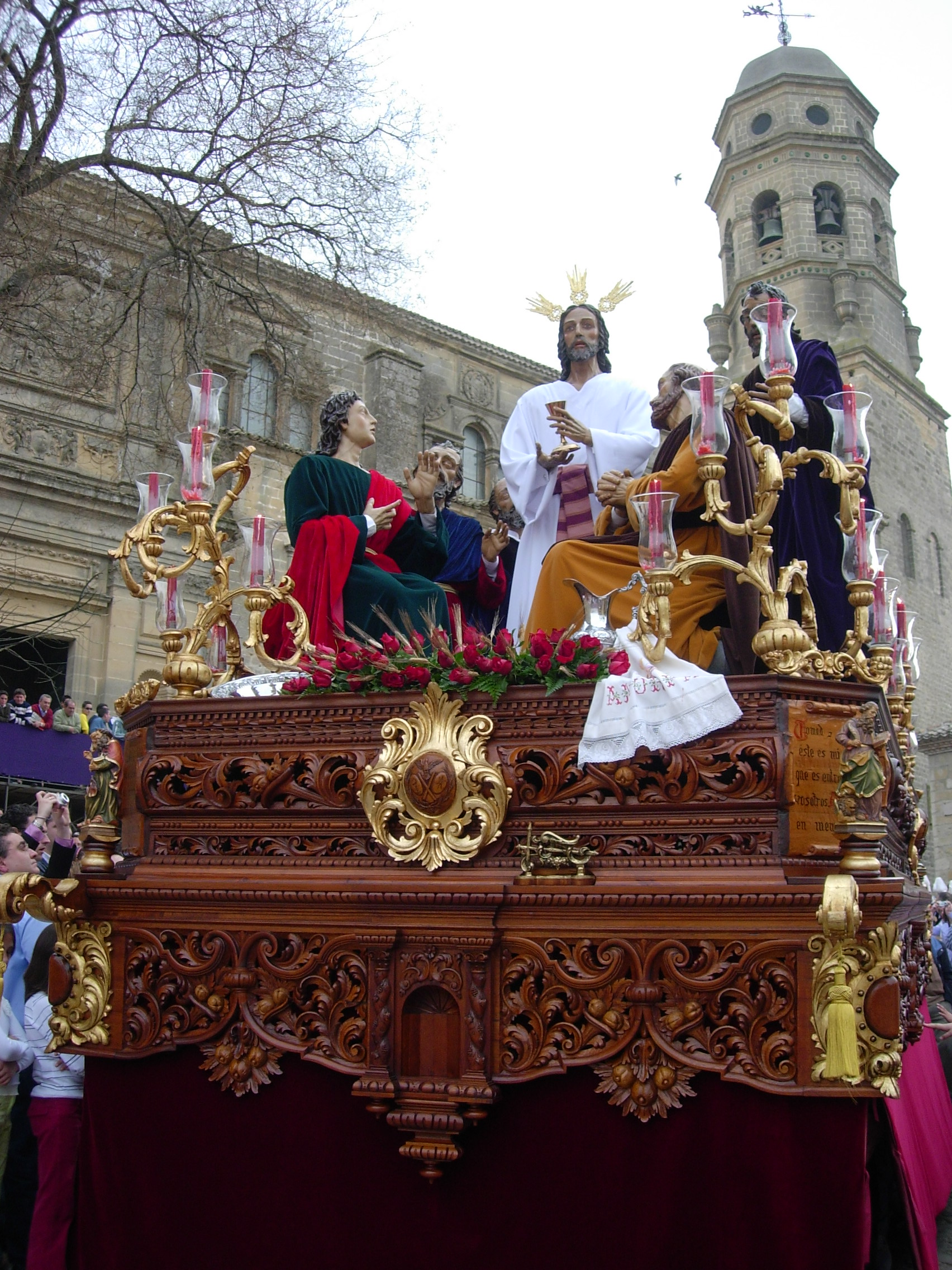
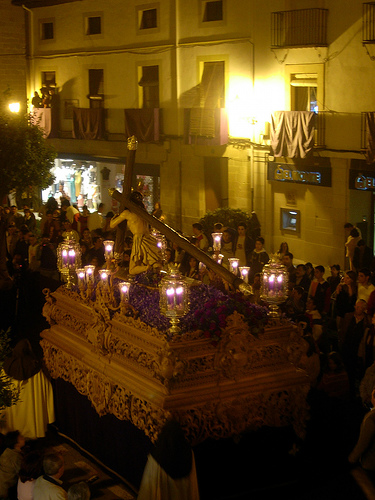
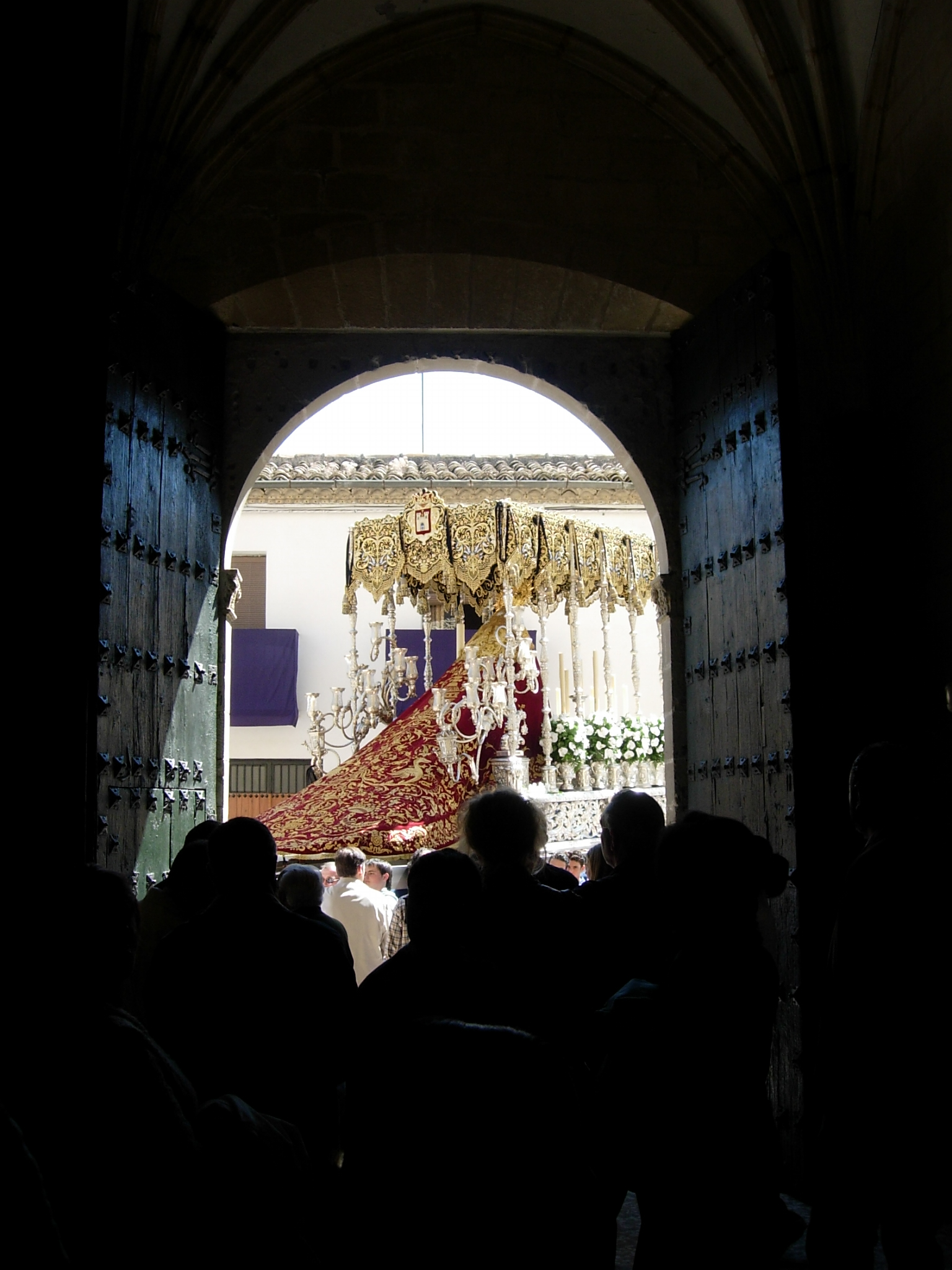
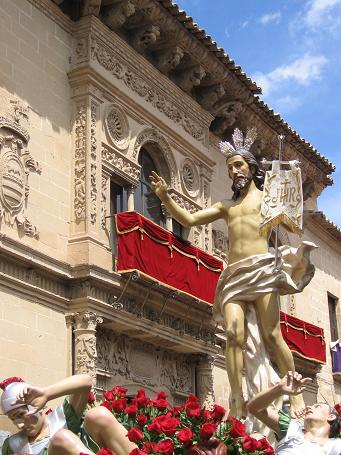

## Население
| Год  | Численность | Численность   |
| ---- | ----------- | ------------- |
| 2001 | 15 276      | [ 3 ]         |
| 2002 | 15 223      | [ 4 ]         |
| 2004 | 15 177      | [ 5 ]         |
| 2005 | 15 880      | [ 6 ]         |
| 2006 | 16 056      | [ 7 ]         |
| 2007 | 16 135      | [ 8 ]         |
| 2008 | 16 197      | [ 9 ]         |
| 2009 | 16 253      | [ 10 ]        |
| 2010 | 16 360      | [ 11 ]        |
| 2011 | 16 411      | [ 12 ]        |
| 2012 | 16 535      | [ 13 ]        |
| 2013 | 16 302      | [ 14 ]        |
| 2014 | 16 215      | [ 15 ]        |
| 2015 | 16 163      | [ 16 ]        |
| 2016 | 16 100      | [ 17 ]        |
| 2017 | 15 996      | [ 18 ]        |
| 2018 | 15 902      | [ 19 ] [ 20 ] |
| 2019 | 15 841      | [ 21 ]        |
| 2020 | 15 791      | [ 22 ]        |
| 2021 | 15 762      | [ 23 ]        |
| 2022 | 15 773      | [ 24 ]        |
| 2023 | 15 723      | [ 25 ]        |
| 2024 | 15 677      | [ 1 ]         |